# Abbaye d'Averbode
 (mai 2016).
L'abbaye d’Averbode est un établissement monastique prémontré situé dans une commune belge de la province du Brabant flamand. Elle est fondée en 1134 puis connaît une croissance rapide durant les XIIe et XIIIe siècles, tant au niveau agricole qu'au niveau des responsabilités pastorales.
Les siècles suivants sont difficiles : décadence de l'ordre fin XIVe siècle causée par les recrues nobles du cloître et l'effondrement du recrutement des convers, perte de confiance définitive des communautés paysannes entrant dans une longue rivalité, reprise en main à la fois seigneuriale et abbatiale malgré l'endettement, un grave incendie en 1499, des pillages, les guerres de religion au XVIe siècle, la peste bubonique qui fait des ravages. Une grande restauration, autant spirituelle que matérielle, est entreprise au XVIIe siècle. Jusqu’à la fin du XVIIIe siècle, les abbés d’Averbode sont des bâtisseurs infatigables, entreprenant la reconstruction du cloître, de la bibliothèque, de l'infirmerie et du palais abbatial.
Le monastère fut supprimé en 1796 par les lois de sécularisation de la République française. Il reprit vie après l’indépendance de la Belgique de 1830. Le monastère connaît alors un nouvel essor, les chanoines se faisant éditeurs et imprimeurs, missionnaires à l'étranger. Au début du XXIe siècle, l'abbaye est toujours vivante, son patrimoine étant constitué des bâtiments datés du XVIIIe siècle.

## Étymologie
Selon dom Calmet, abbé bénédictin de l'abbaye Saint-Pierre de Senones en Principauté de Salm, la désignation romane ou française à l'époque moderne est abbaye d'Auverbode.

## Situation géographique
L'abbaye d'Averbode est située dans la commune de Montaigu-Zichem, au niveau de la section Averbode, au nord-ouest de Diest, dans la province du Brabant flamand, en Belgique. À l'époque, l’abbaye se trouve exactement à la frontière du duché de Brabant et du comté de Looz, situation délicate qui lui crée souvent des problèmes.  Elle est également située à 10 kilomètres de l'abbaye de Tongerlo et à 8 kilomètres de la basilique Notre-Dame de Montaigu ou de Scherpenheuvel, un haut-lieu de pèlerinage flamand en Belgique.

## Histoire

### Débuts et premiers siècles
Vers 1131, Arnould, comte de Looz, invite des chanoines prémontrés de l’abbaye Saint-Michel d’Anvers à s’installer dans ce coin retiré de son comté. Il s’y trouve déjà une chapelle ancienne (1107) dédiée à saint Jean-Baptiste. Le site, non loin du Démer, est légèrement élevé et les terres sont fertiles. Les chanoines acceptent. La fondation s'étale entre 1131 et 1135, le texte fondateur datant de 1134. La croissance est rapide. Durant les XIIe et XIIIe siècles des donations de terres permettent aux chanoines de développer des centres agricoles et surtout d’assumer, comme le veut leur vocation de chanoines prémontrés, des responsabilités pastorales dans de nombreuses paroisse des environs. Une trentaine de paroisses au moins reçoivent à demeure des petits groupes de trois ou quatre chanoines :
- dans la province de Brabant d’aujourd’hui, Messelbroek, Rotselaar, Testelt, Wezemaal et Rumigny ;
- dans la province d’Anvers, Oostmalle et Veerle ;
- dans le Limbourg, Zolder, Brustem et Tessenderlo ;
- quelques paroisses enfin dans le Brabant-Septentrional des Pays-Bas.

La première église est consacrée en 1194. La communauté féminine de chanoinesses prémontrées fondée parallèlement, quitte Averbode pour s’installer à Keizerbos, obéissant au règle d'éloignement et de non-mixité imposé par le grand conseil de l'ordre de Prémontré. Elle disparaîtra lors de la Révolution française. 
Fondée au XIIIe siècle, la bibliothèque de l’abbaye s’enrichit de livres théologiques (quelques auteurs profanes latins également), particulièrement nécessaires à la formation intellectuelle et pastorale des jeunes chanoines. En 1454, Jan Baudewijns reçoit les privilèges épiscopaux, devenant abbé ‘mitré’. En 1499, un grave incendie causé par la foudre détruit l’église et une partie des bâtiments monastiques. L'église est rapidement reconstruite par l’abbé Gérard van der Schaeft (1501-1532) mais les temps sont durs. L’abbaye est pillée quatre fois en un demi-siècle.
La situation s’aggrave au XVIe siècle avec les conflits et les guerres de religion qui ravagent les Pays-Bas méridionaux. Les chanoines ont leurs ‘refuges’ urbains à Saint-Trond et à Diest, où ils se retirent lorsque la situation devient intenable. À la fin du XVIe siècle, ils passent pas moins de trente ans hors de chez eux, entre 1578 et 1604. En 1579, douze chanoines meurent victimes de la peste bubonique. Ils ne sont plus que vingt-huit en 1584.

### Nouveau départ auXVIIesiècle
Finalement, en 1604 les prémontrés sont en mesure de réintégrer leur monastère... ou ce qu’il en reste! Sous l’impulsion de l’abbé Mathias Valentijns, considéré par les historiens comme le second fondateur d’Averbode, une grande restauration est entreprise. C’est l’époque de la réforme tridentine : la restauration est autant spirituelle que matérielle et intellectuelle. Le chroniqueur Gilles die Voecht rédige une histoire du comté de Looz qui fait autorité (XVIIe siècle). Les chanoines sont en rapport avec les bollandistes. L’abbaye fait œuvre de mécène dans les arts. La communauté s’élève de nouveau à 80 membres (1670).
Jusqu’à la fin du XVIIIe siècle, les abbés d’Averbode sont des bâtisseurs infatigables, en recrutant des convers architectes ou maîtres d'œuvre. Parmi ces abbés bâtisseurs : Servais Vaes (1647-1698) dont le nom reste attaché à la splendide église abbatiale édifiée de 1664 à 1672. Tous les bâtiments sont reconstruits durant ce XVIIIe siècle : cloître, bibliothèque, infirmerie, palais abbatial. Ce sont les bâtiments que l’on peut voir aujourd’hui.
Comme toutes les abbayes de la République française Averbode est sécularisée en 1796 par la loi. Cependant, au contraire d’autres, Averbode n’est pas moribonde: les chanoines sont encore au nombre de 92 lorsqu’ils sont chassés des lieux (1797) : 88 profès, dont une cinquantaine dans les paroisses environnantes, et quatre novices. Les biens sont vendus mais ne sont pas saccagés ou vandalisés (sauf le cloître).

### Renaissance
Dès que c’est possible, au début du XIXe siècle, quelques chanoines s’affairent à récupérer leur bien. Ce qui est fait en 1802 - Ignace Carleer est l’âme de cette initiative - et en 1803 Averbode devient paroisse. À cause de tracasseries anti-catholiques du pouvoir néerlandais ils ne peuvent réoccuper les lieux qu’en 1834, la constitution du nouveau royaume de Belgique accordant alors une liberté totale de religion et de culte. Sous la direction de Norbert Dierckx douze survivants de l’ancienne abbaye (ayant entre 61 et 86 ans) reprennent la vie canoniale à Averbode, malgré de grandes difficultés matérielles. 
C’est un nouvel essor, faisant de l’abbaye un haut lieu de la pensée et de l’action catholique à la fin du XIXe et début du XXe siècle. Le père abbé Gommaire Crets (abbé de 1887 à 1942), plus tard abbé général de l’ordre de prémontré[Passage contradictoire avec l'article Abbaye de Prémontré, section Abbés généraux de l'Ordre], en est une figure marquante. Les chanoines sont 60 à la fin du XIXe siècle.
Dans ce mouvement de rénovation catholique les chanoines se font éditeurs et imprimeurs : les éditions de la ‘Bonne Presse’ sont fondées en 1877. En 1930 quelque 230 000 exemplaires d’une vingtaine de périodiques différents, en flamand et en français, tels que la Semaine d’Averbode et le Petit Belge (pour ne parler que de la presse francophone) sortent de leurs presses. Cette activité s’est fort ralentie et la moitié de ces magazines (beaucoup d’entre eux pour la jeunesse) n’existe plus.
À la demande de Léon XIII un groupe de chanoines d’Averbode part en 1896 comme missionnaires au Brésil. C’est le point de départ d’un nouvel engagement de l’abbaye qui ne se ralentira pas durant le XXe siècle. En 1903 deux autres partent au Danemark. 
En 1921 Averbode reprend comme ‘prieuré' l’abbaye de Bois-Seigneur-Isaac que quittent les prémontrés français de Mondaye rentrant dans leur pays, à la fin de leur exil en Belgique.

## Liste des abbés
- 1454 : Jan Baudewijns
- 1501-1532 : Gérard van der Schaeft
- 1604 : Mathias Valentijns
- 1647-1698 : Servais Vaes
- 1887-1942: Gommaire Crets
- 1942-1967: Emmanuel Gisquière
- 1967-1987: Koenraad Stappers
- 1987-2005: Ulrik Geniets
- 2006-2018: Jozef Wouters
- depuis 2018: Marc Fierens

## Patrimoine

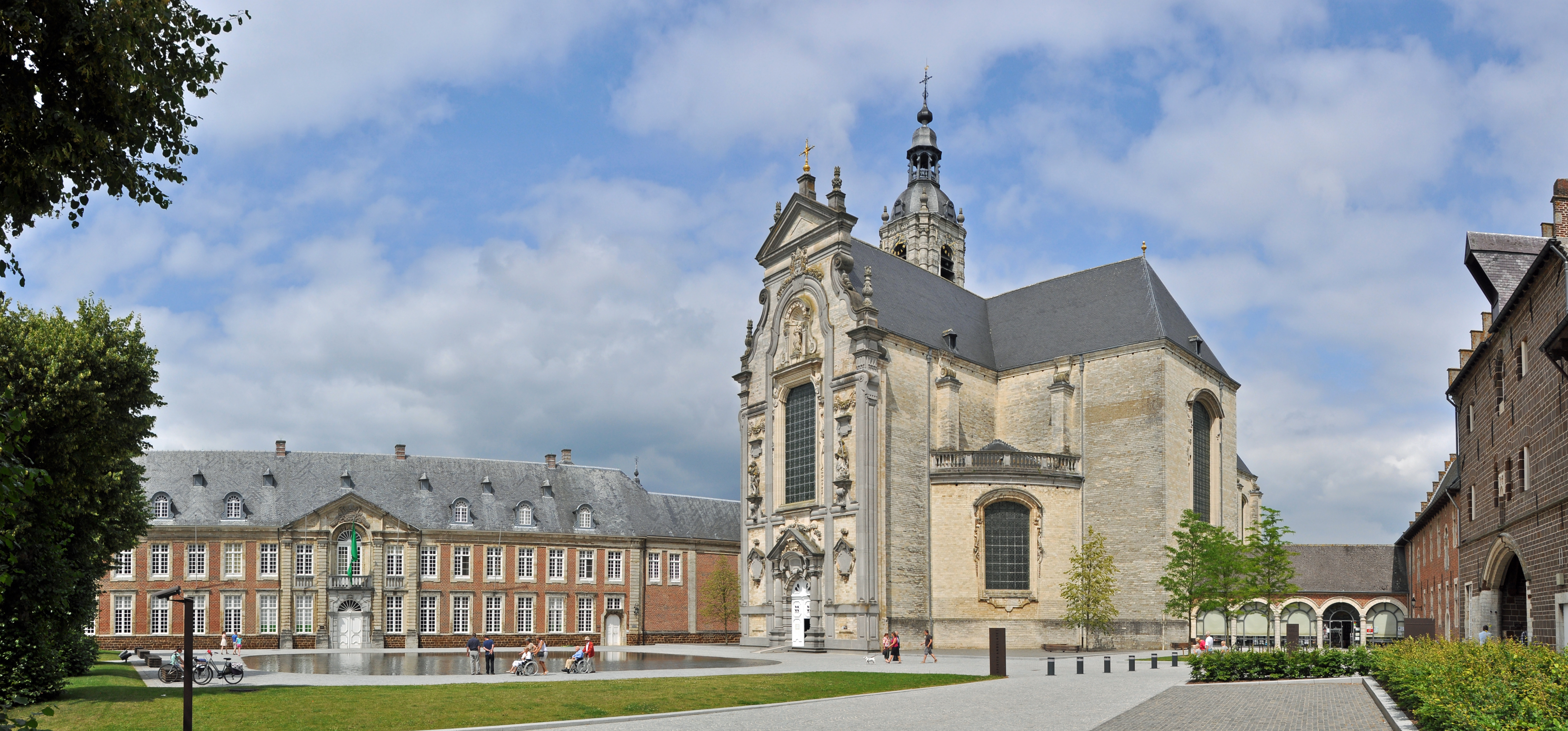
Cour intérieure de l'abbaye, avec le palais abbatial (à gauche) et l'église abbatiale (au centre).

- L’église abbatiale, de style baroque, fut édifiée sous l’abbatiat de Servais Vaes, de 1664 à 1672, sur l'emplacement du sanctuaire primitif, un édifice romano-gothique. Jan van den Eynde en est l’architecte et Corneille Lowies, le géomètre. Elle fut consacrée le 16 juillet 1672, fête de Saint Norbert, fondateur de l’ordre de Prémontré. L'examen de cet édifice baroque nous fournit les éléments suivants : 
  - à une seule nef, elle est construite en grès ferrugineux de la région ;
  - les stalles du chœur sont l'œuvre de Octave Herry, artiste anversois ;
  - un retable (dit Retable de la passion d’Averbode), fait de deux panneaux peints (à gauche: la Crucifixion, et à droite la Résurrection) avec partie centrale en bois finement sculpté (la Mise au tombeau), fut créé pour l’abbaye d’Averbode en 1514. L’abbé Nicolas Huybs, le commanditaire, est visible à gauche sur la prédelle. Ce retable se trouve à présent à la Halle aux bouchers (Vleeshuis) d’Anvers ;
  - plusieurs tableaux de Pierre-Joseph Verhagen[1] ;
  - les anciennes orgues construites par Guillaume Robustelly entre 1770 et 1772 ont été vendues en 1822 à l’église Saint-Lambert de Helmond aux Pays-Bas ;
  - on peut noter par ailleurs dans l'église la présence de stucs, statues, lutrin, maître-autel avec baldaquin de bois, jubé en marbre, tableaux, confessionnaux, etc. Une restauration complète de l’église eut lieu de 1969 à 1979 ;
- L’élégante tour carrée de trois étages, achevée en 1700, domine la vallée du Démer passant à quelques kilomètres au sud de l’abbaye ;
- Le portail d’entrée de la propriété, datant du XIVe siècle, est le plus ancien bâtiment de l’ensemble monumental, avec, sur sa gauche, le presbytère de la paroisse d’Averbode, construit en 1651 ;
- La porte de Pikkel, construite en 1659 est la porte arrière de l’abbaye conduisant aux jardins et aux champs ;
- La buanderie, datant de 1623, est un des bâtiments anciens les mieux conservés de l’ensemble ;
- Le palais abbatial est un bâtiment de style néo-classique, ayant bénéficié, en 1834, d'une restauration quasi totale et fort scrupuleuse ;
- Avec encore, dignes d'intérêt, la sacristie, la salle capitulaire, le cloître, la bibliothèque.